# Benátská liga

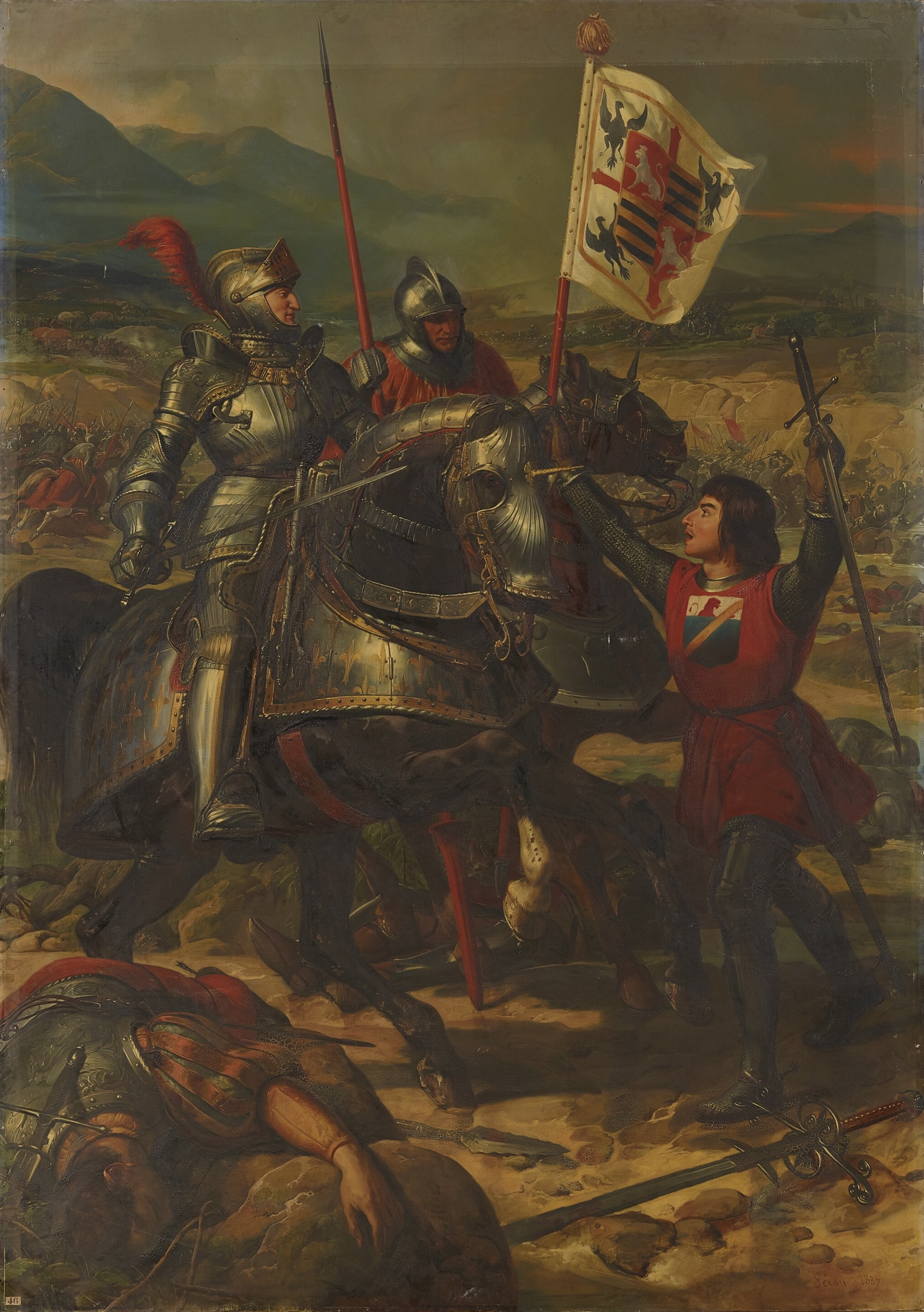
Bitva u Fornova (Eloi-Firmin Féron, 1837)

Benátská liga, nebo také Svatá liga z roku 1495, byla aliance protivníků francouzského vlivu v Itálii.
Byla založena papežem Alexandrem VI., který byl v konfliktu s Francií a několika italskými státy kvůli pokusům zajistit vlastnictví světských knížectví pro své děti. Poté, co francouzský král Karel VIII. v roce 1494 napadl Itálii v tzv. první italské válce, se Alexandrovi podařilo 31. března 1495 dát dohromady alianci odpůrců francouzské hegemonie v Itálii – kromě něj také Ferdinanda II. Aragonského, římského krále Maxmiliána I. a dalších, a to navzdory úsilí francouzského diplomata Philippa de Commynes.
Jejím oficiálním cílem byl boj proti Turkům (tj. Osmanské říši), obrana Itálie a zachování dotčených států; představovala tak částečné oživení Italské ligy z roku 1454. Skutečným účelem ovšem bylo vyhnání Karla VIII. z Itálie; to se ještě téhož roku navzdory porážce v bitvě u Fornova di Taro (6. července 1495) úspěšně podařilo a Karel VIII. byl donucen Itálii opustit. 

## Členové aliance

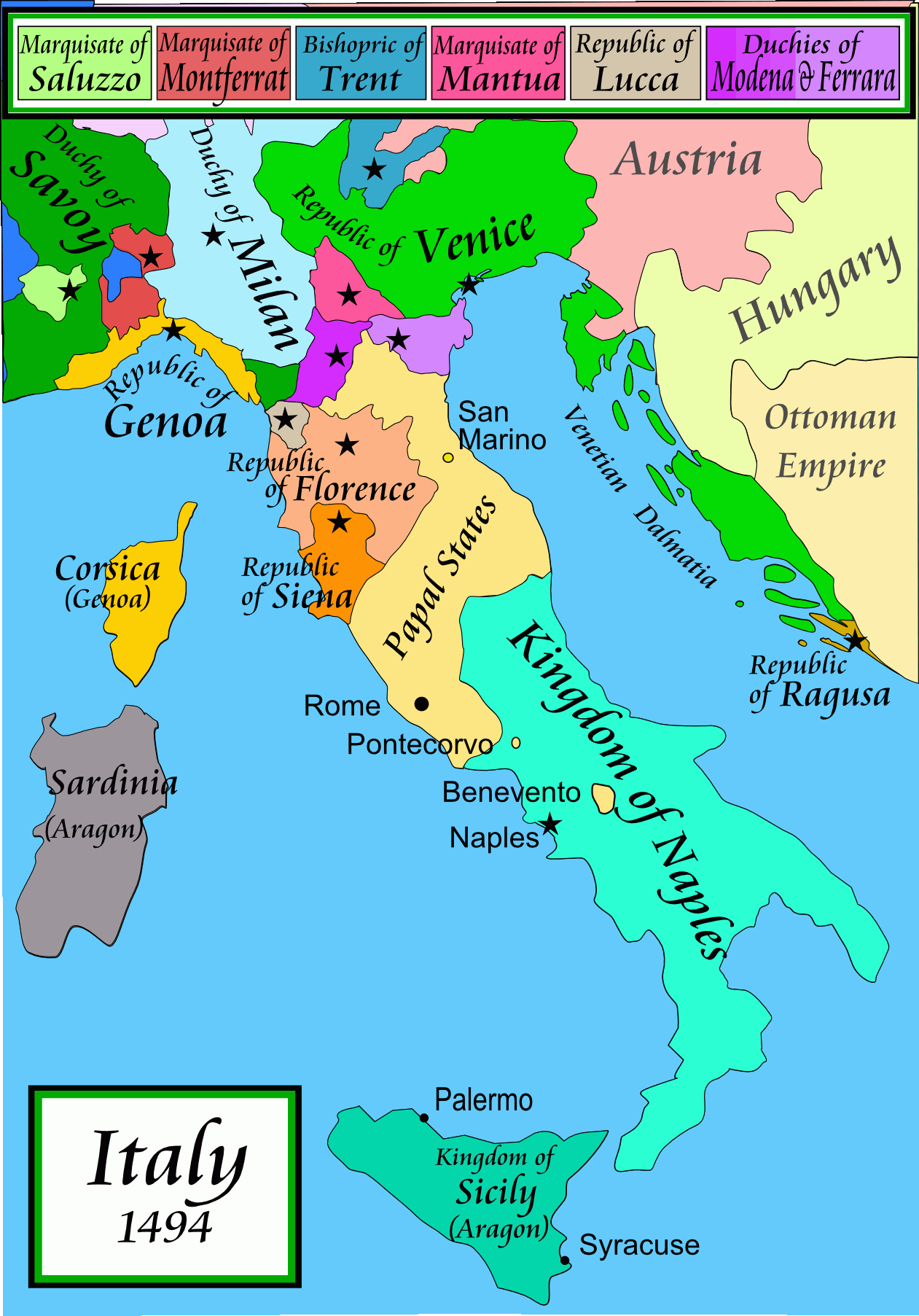
Itálie roku 1494

Do aliance se zapojily následující státy:
- Papežský stát
- Aragonská koruna
- Svatá říše římská
- Benátská republika
- Milánské vévodství
- Florentská republika